# Davenport (Nowy Jork)
Davenport – miasto znajdujące się w Stanach Zjednoczonych, w stanie Nowy Jork, w hrabstwie Delaware.